# Landres-et-Saint-Georges
Landres-et-Saint-Georges é uma comuna francesa na região administrativa de Grande Leste, no departamento das Ardenas. Estende-se por uma área de 20,43 km². Em 2010 a comuna tinha 77 habitantes (densidade: 3,8 hab./km²).